# 遠山純弘
遠山 純弘（とおやま じゅんこう、1970年 - ）は、日本の法学者。法政大学専門職大学院法務研究科教授。

## 略歴
- 1994年 - 北海道大学法学部卒業
- 1998年 - 北海道大学大学院法学研究科 博士後期中退
- 1998年 - 北海道学園大学法学部
- 2002年 - 小樽商科大学商学部企業法学科
- 2011年 - 法政大学大学院法務研究科

## 社会的活動
過去に北海道行政書士会法学総合講座の教員、大学基準協会認証評価委員、小樽・北しりべし成年後見センターなどに務める。

## 著作等
- 『事例研究民事法』（日本評論社、2008年）
- 『判例プラクティス民法Ⅱ』（信山社、2010年）
- 『新民法講義５事務管理・不当利得・不法行為』（成文堂、2011年）
- 『判例に見る詐害行為取消権・否認権』（新日本法規、2015年）
- 『オリエンテーション民法』（有斐閣、2018年）
- 『新・マルシェ物権法・担保物権法』（嵯峨野書院、2020年）
- 『請求権から考える民法２―契約に基づかない請求権―』（信山社、2020年）
- 『請求権から考える民法３―債権担保―』（信山社、2020年）
- 『時効・民事法制度の新展開－松久三四彦先生古稀記念論文集』（信山社、2022年）

## 専門分野
- 民事法学